# Ихике, Мэри
Мэри Чинве Ихике (англ. Mary Chinwe Iheke; род. 19 ноября 1990, Лондон, Великобритания) — британская легкоатлетка, специализирующаяся в беге на 400 метров. Серебряный призёр чемпионата Европы в помещении 2017 года в эстафете 4×400 метров.

## Биография
Стала заниматься лёгкой атлетикой по совету школьного учителя физкультуры. Выступала в беге на короткие дистанции, была призёром чемпионата Англии среди школьников, однако уровень результатов не позволял ей претендовать на попадание в сборную страны. В 2010 году из-за финансовых проблем и учёбы в Университетском колледже Лондона на специалиста в области биомедицины приняла решение закончить свою спортивную карьеру.
Возвращение состоялось лишь спустя три года по инициативе подруги, Джейд Филлипс. Мэри составила ей компанию в тренировочном процессе, а затем и сама вернулась к соревновательной деятельности. В 2014 году Ихике вышла в финал чемпионата страны в беге на 400 метров, где стала пятой с личным рекордом 52,89. Спустя год она была уже четвёртой (52,81), а в следующем сезоне — вновь пятой, однако приглашения в сборную Великобритании так и не получила (даже как член эстафетной команды).
В 2017 году состоялся международный дебют Мэри. После пятого места в финале национального первенства она поехала на чемпионат Европы в помещении, где стала серебряным призёром в эстафете 4×400 метров.

## Основные результаты
| Год  | Турнир                       | Место проведения | Дисциплина       | Место | Результат |
| ---- | ---------------------------- | ---------------- | ---------------- | ----- | --------- |
| 2017 | Чемпионат Европы в помещении | Белград, Сербия  | эстафета 4×400 м | 2-е   | 3.31,05   |